# Brahehus

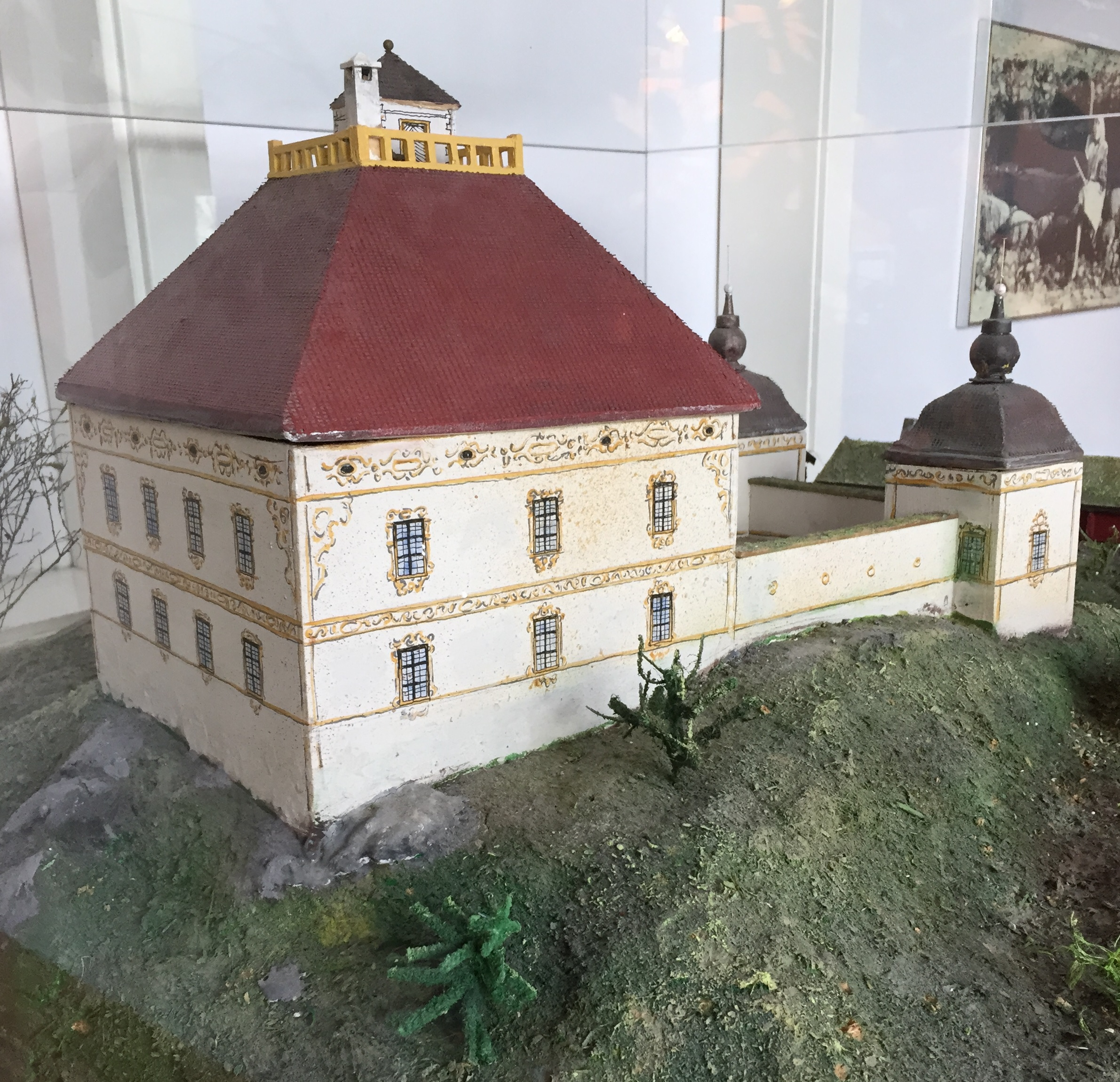
Modell över Brahehus

Brahehus är en tidigare slottsbyggnad, numera ruin, vid Europaväg 4, tre kilometer norr om Gränna. Ruinen ligger i Gränna socken i Jönköpings kommun.

## Historik
Per Brahe den yngre lät påbörja bygget av Brahehus 1637, men arbetet blev inte klart förrän i mitten av 1650-talet. Byggarbetet försvårades av att byggmaterialet, som till någon del utgjordes av lokal vätternsandsten, måste forslas uppför det branta berget. Ursprungligen var Brahehus tänkt som ett änkesäte åt Brahes maka Kristina Katarina Stenbock, men eftersom hon avled 1650 användes byggnaden istället för inkvartering av Brahes gäster.
När byggnaden stod färdig, bestod den av en hög huvudbyggnad vid klippranden ner mot Vättern och två fyrkantiga hörntorn, med en milsvid utsikt över Vättern, Visingsö och Gränna.
Efter Per Brahes död 1680 tömdes Brahehus på inredning och strax därefter drogs grevskapet in till kronan under Karl XI:s reduktion. På hösten 1708 utbröt en brand i grannbyn Uppgränna och elden spred sig även till Brahehus, som brann ned till grunden.

## Beskrivning
Brahehus ligger på 270 meters höjd över havet, 180 meter över Vättern, vilket är en av Sveriges största höjdskillnader mot en större sjö eller ett hav med utsikt över detsamma. Sveriges högst belägna motorväg, den så kallade Vätterleden (E4) går strax öster om Brahehus.
Brahehus ligger idag vid motorvägen och där finns också rastplats, restaurang och bensinstation med utsikt mot Vättern och Visingsö.
Ruinen restaurerades 2011–2012.

## Bilder

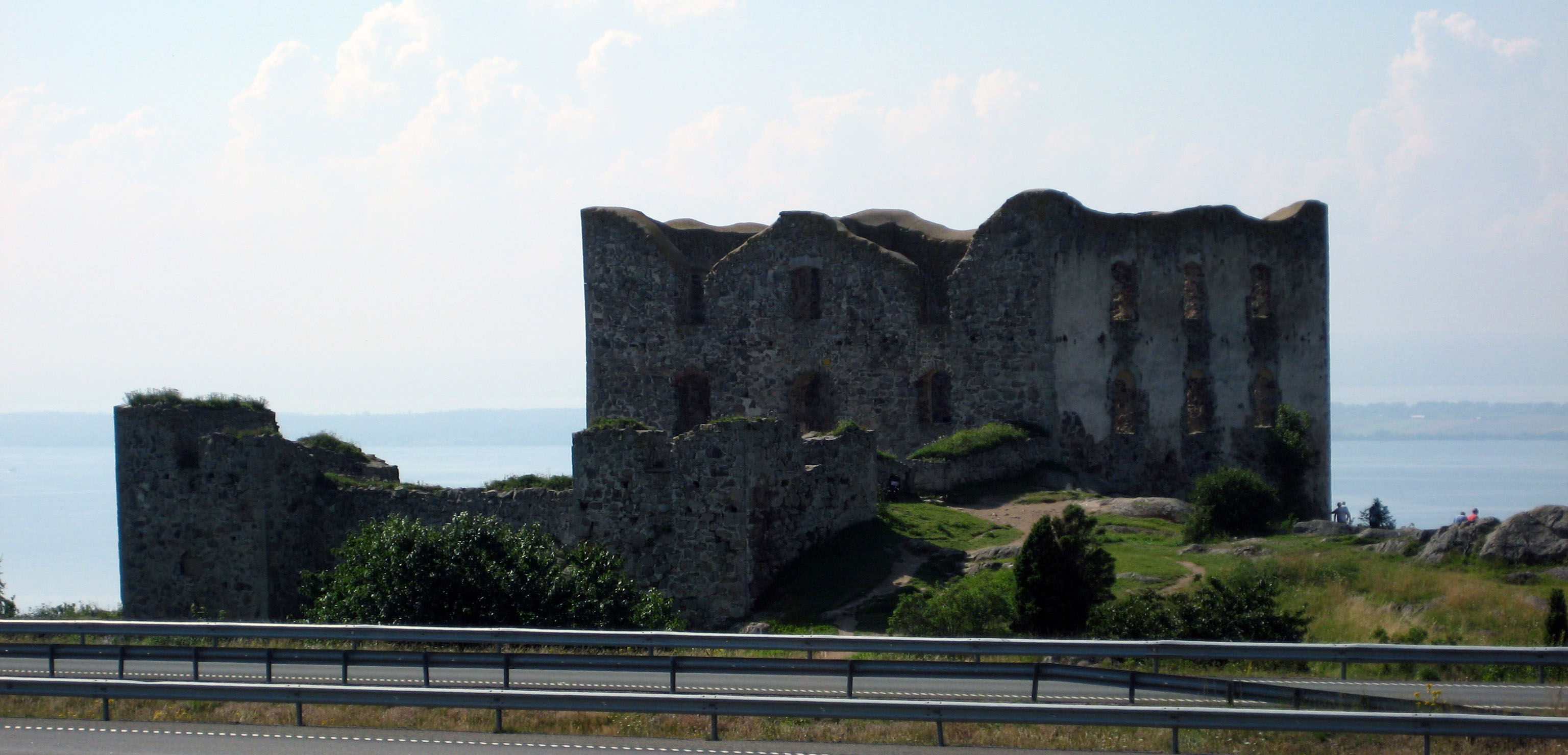
Brahehus med E4:an i förgrunden.
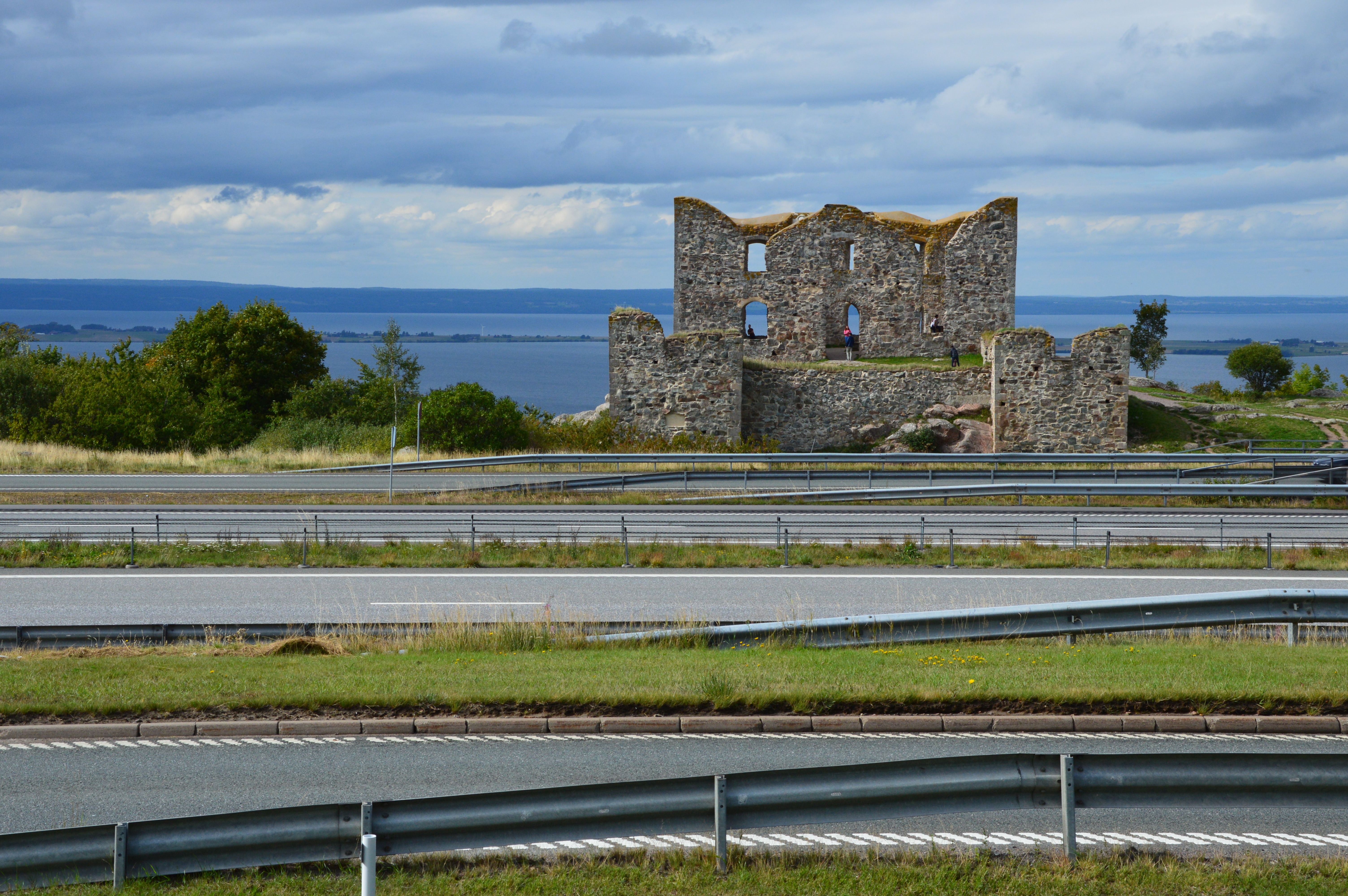
Brahehus med E4:an i förgrunden och Vättern i bakgrunden.
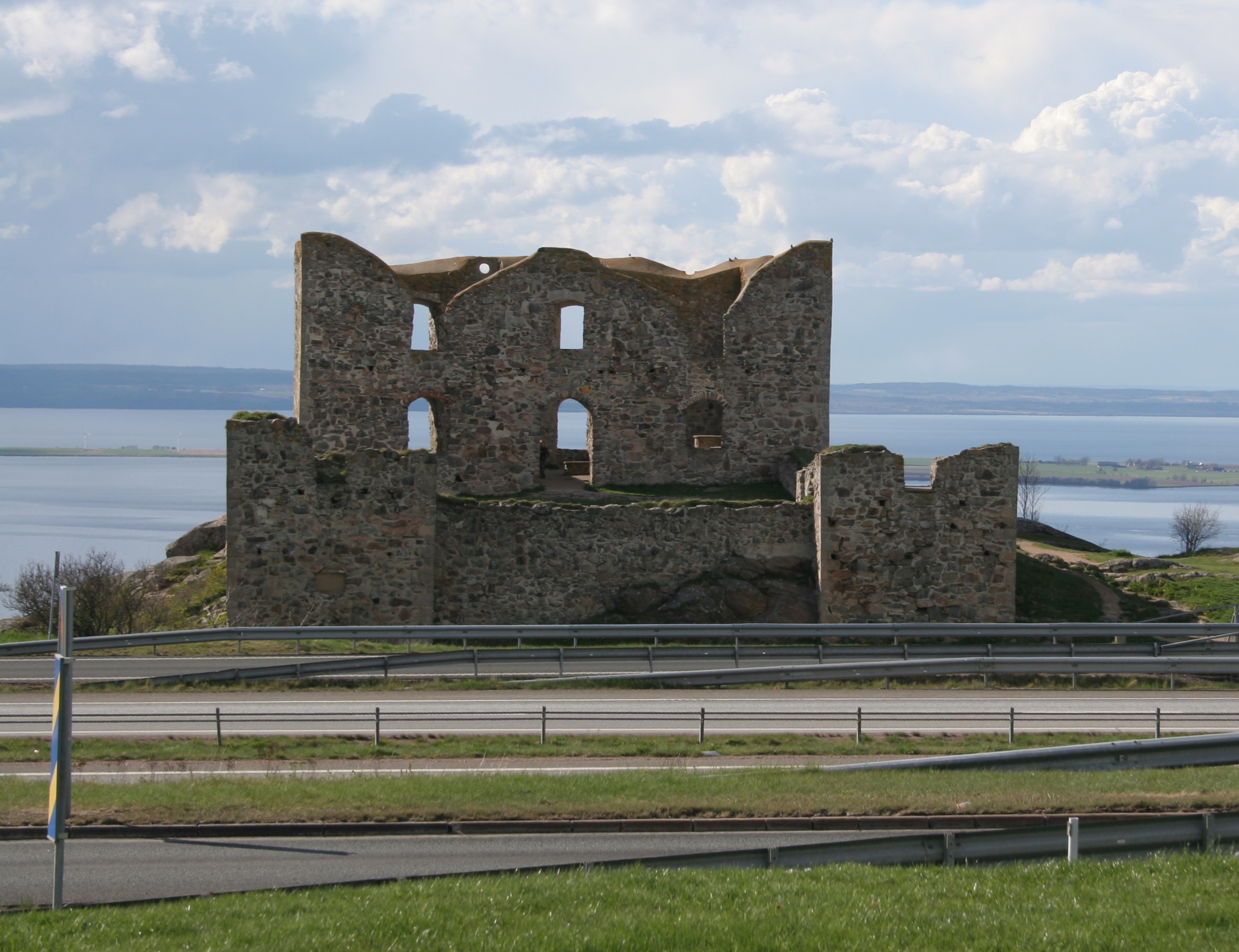
Ruinen alldeles invid motorvägen.
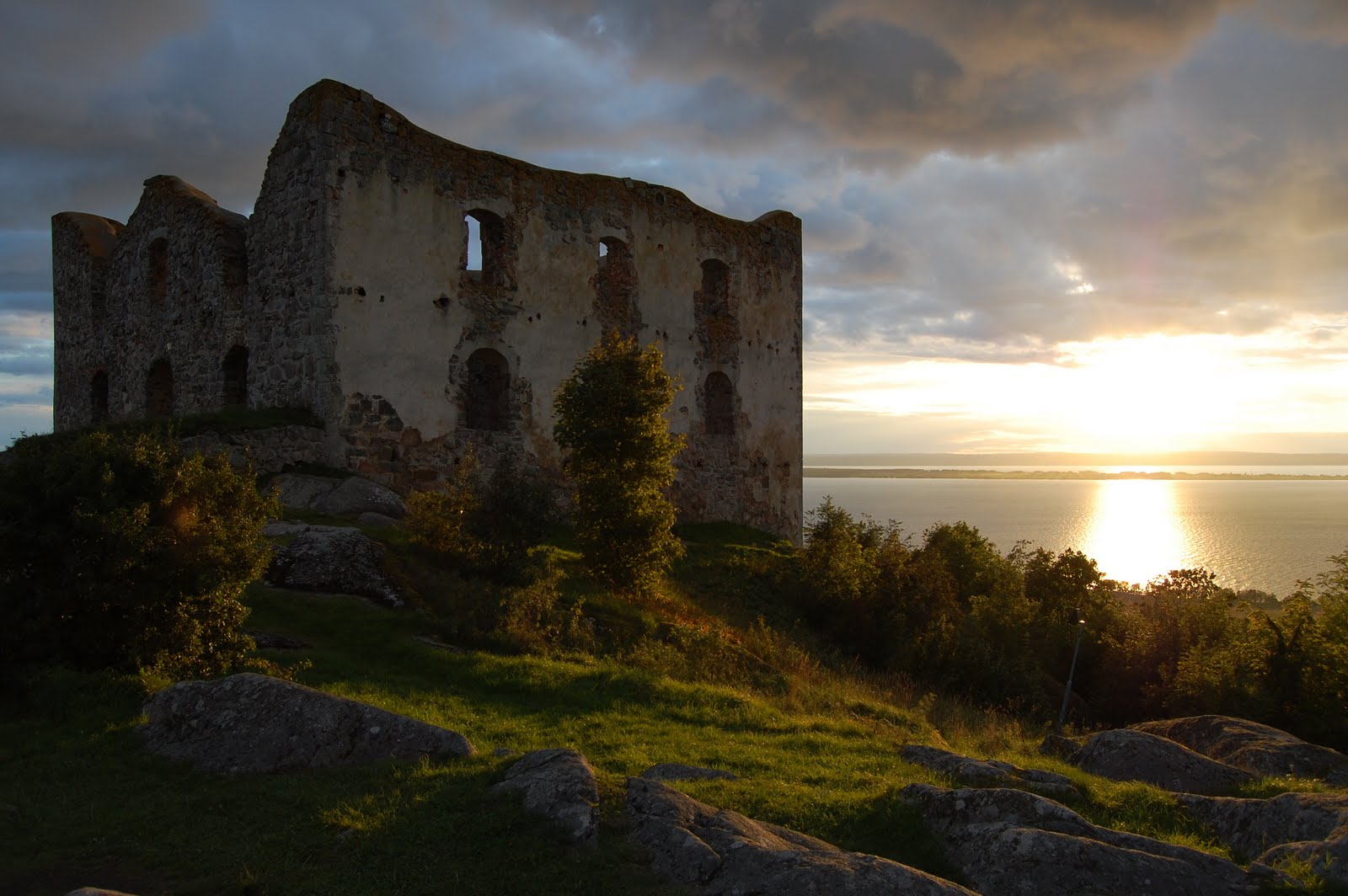
Brahehus vid solnedgång, september 2010.
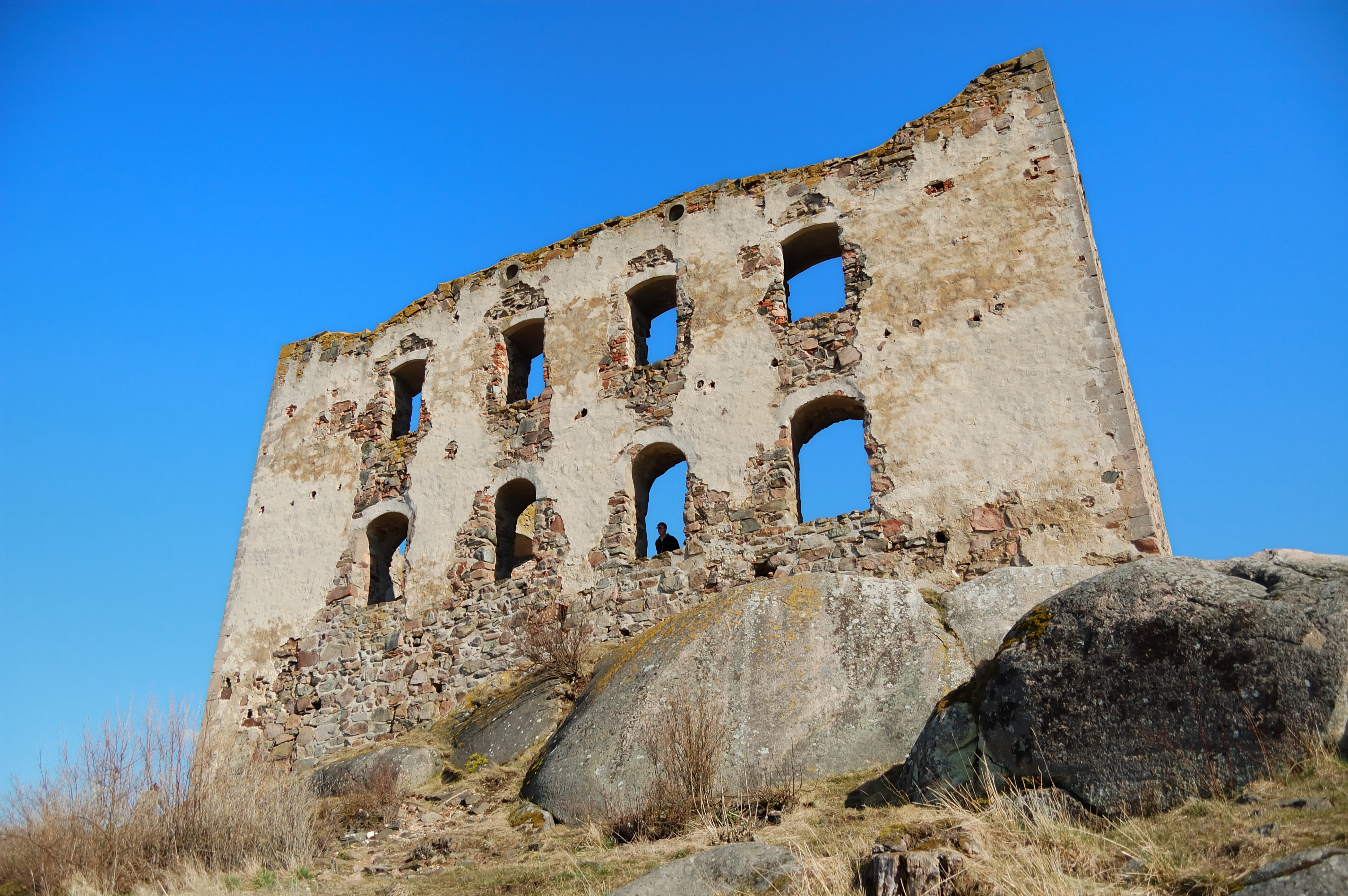
Brahehus västra sida.
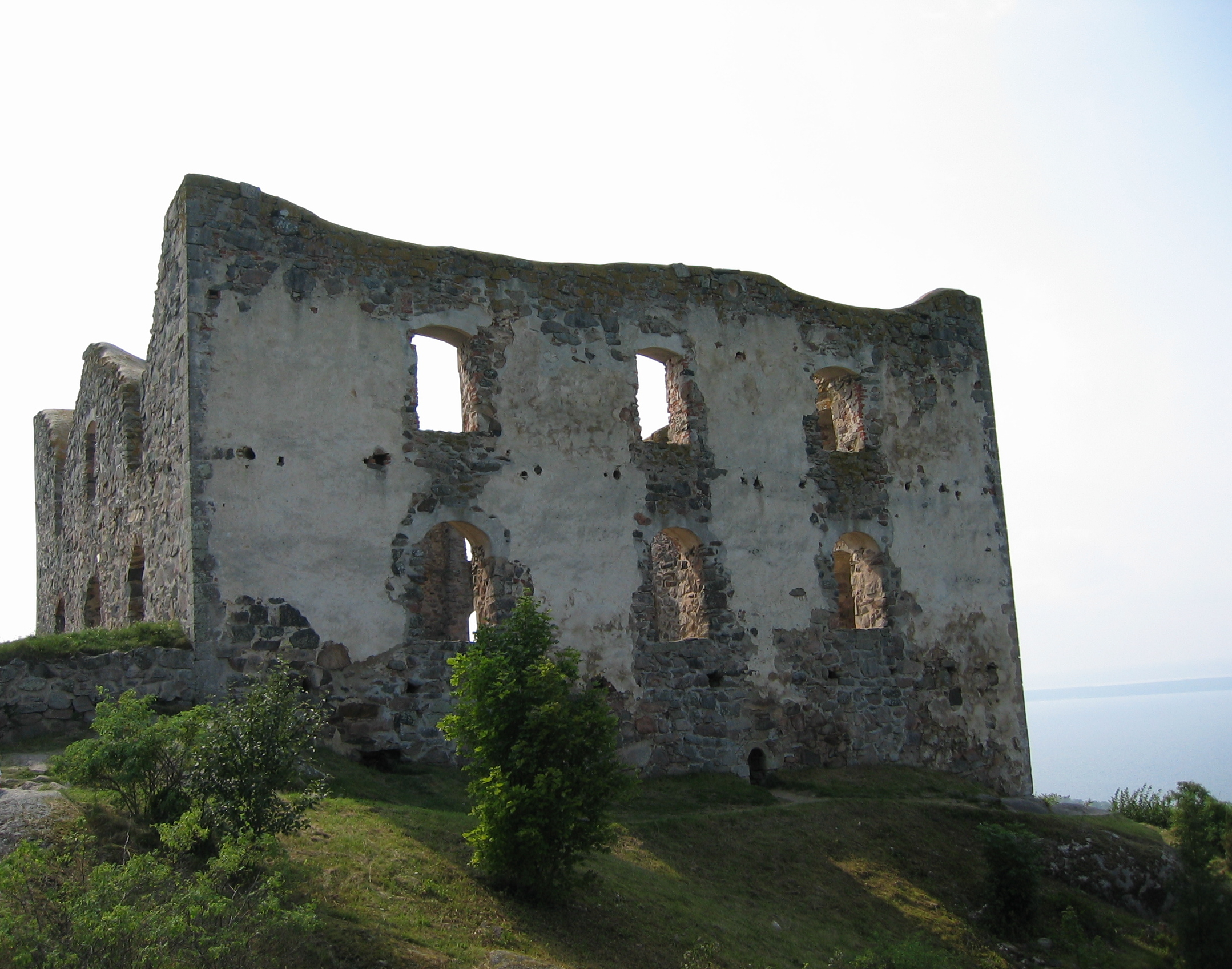
Brahehus norra sida.
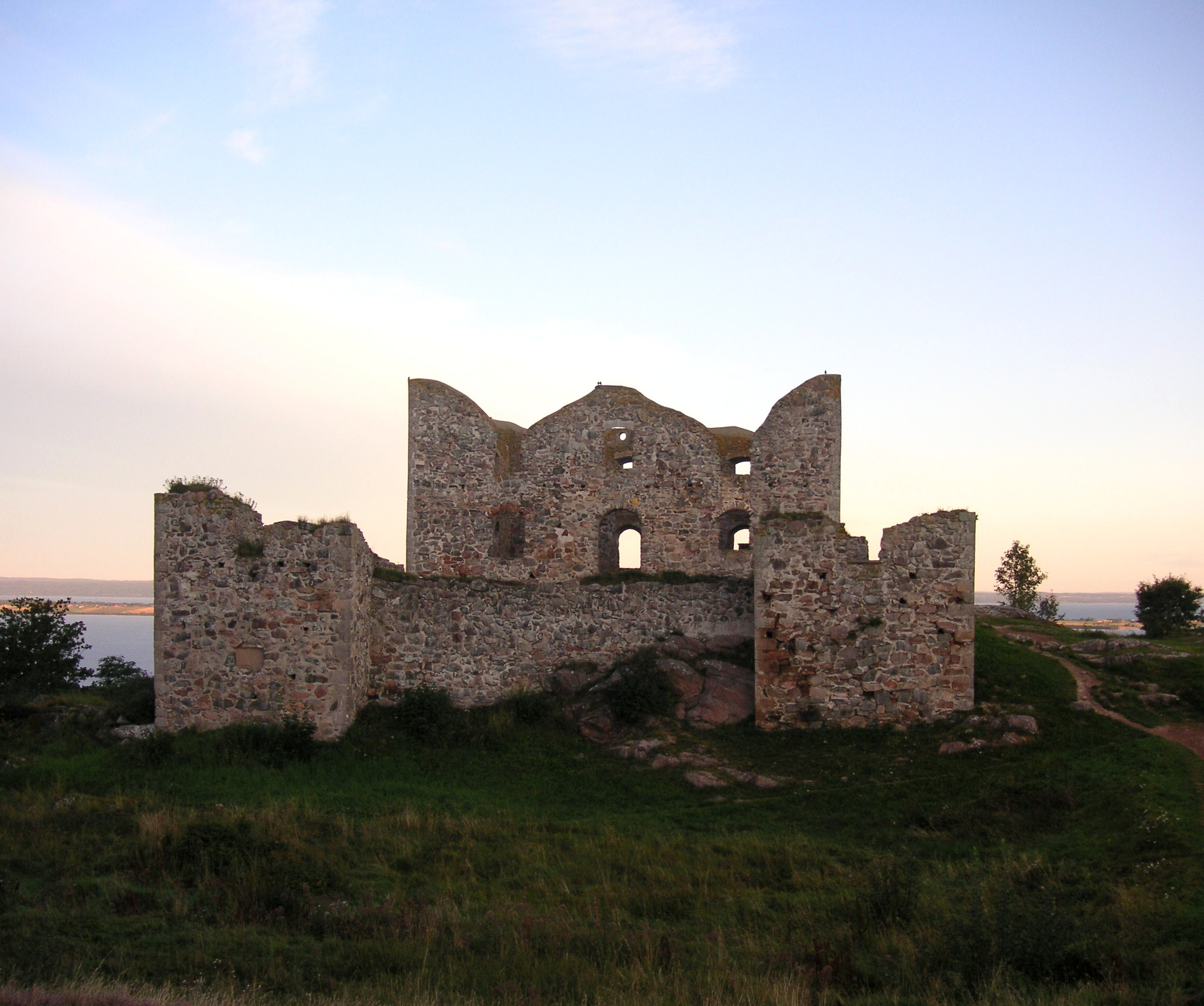
Brahehus östra sida.
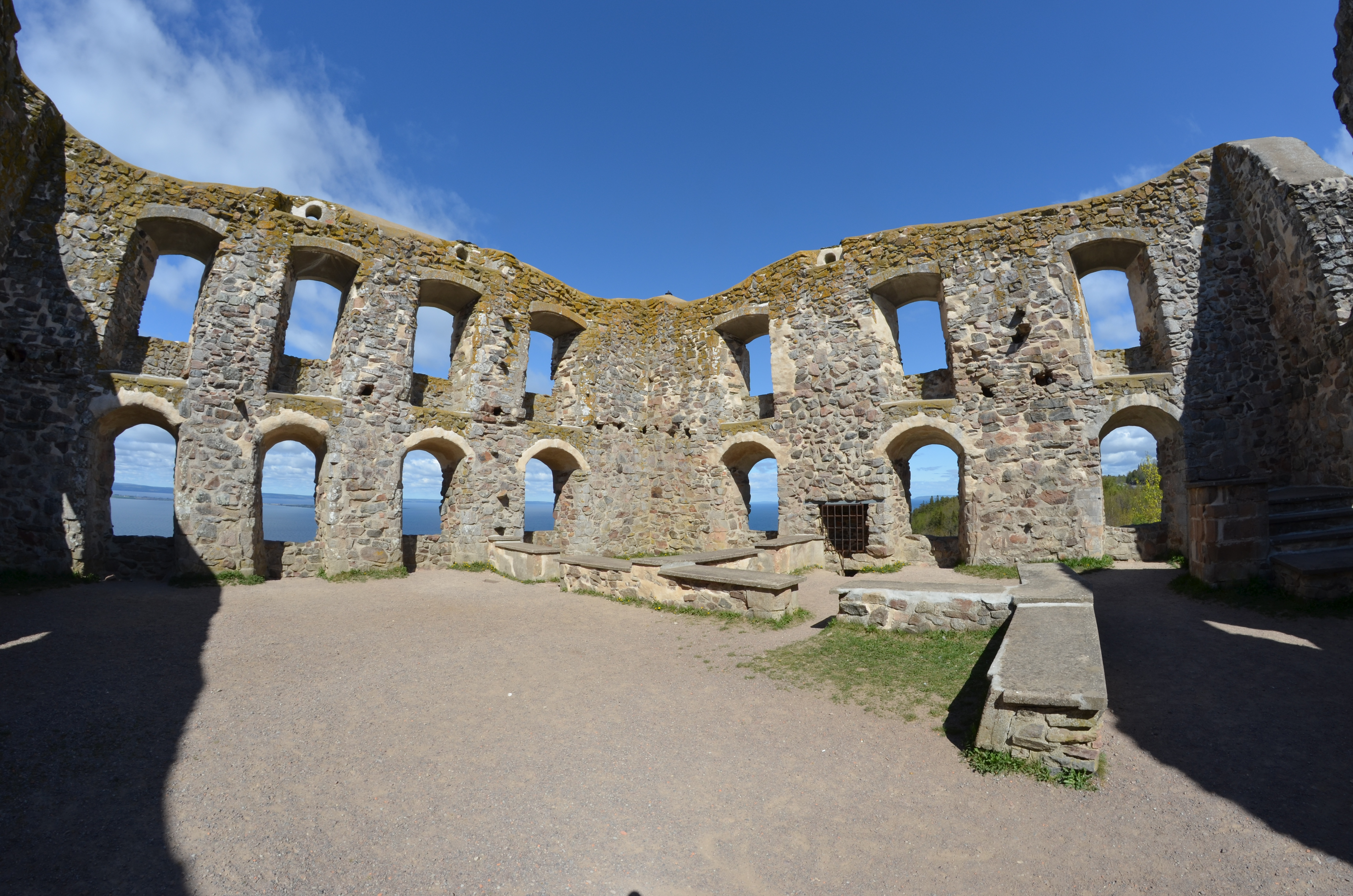
Insida av ruinen.
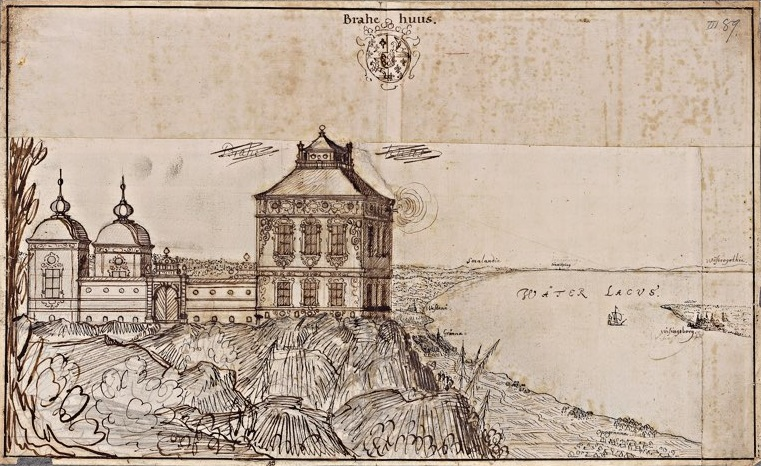
Brahehus 1667, teckning av Erik Dahlbergh.